# Bathyaulax bifoveae
Bathyaulax bifoveae är en stekelart som beskrevs av Kaartinen och Donald L.J. Quicke 2007. Bathyaulax bifoveae ingår i släktet Bathyaulax och familjen bracksteklar. Inga underarter finns listade.